# 矢島美容室 THE MOVIE 〜夢をつかまネバダ〜
『矢島美容室 THE MOVIE 〜夢をつかまネバダ〜』（やじまびようしつ ザ ムービー ゆめをつかまネバダ）は2010年4月29日に公開された日本映画。

## 概要
バラエティ番組『とんねるずのみなさんのおかげでした』から生まれた音楽ユニット「矢島美容室」を起用した映画作品。ファミリー層が温かくなるような映画にとミュージカルや笑いを交えながら、笑って泣けるエンターテインメントの王道を目指したという。
3月24日には第2回沖縄国際映画祭で先行上映を実施、4月11日には当時建設中の東京スカイツリーでシークレットイベントを行っている。
映画観客動員ランキング（興行通信社調べ）では初登場第8位となった。また、ぴあ初日満足度ランキングでは第2位となった。

## ストーリー
矢島美容室がデビューする前の物語。
アメリカのネバダに住むマーガレットは、美容師である夫の徳次郎とともに美容室を経営し、夫と二人の娘・ナオミとストロベリーとともに幸せに暮らしていた。ところがある日、徳次郎が突然家を出て行ってしまう。この事件がきっかけとなって、矢島一家の運命は大きく変わり始めた。
芸能界デビューを夢見てミス・ネバダ・コンテストでの優勝を目指していた長女のナオミは父の失踪後生活費を稼ごうとするが、そこで母がヌードダンサーとして活動していたことを知ってしまう。次女のストロベリーはかつてソフトボールチームのチームメイトだったラズベリーと対決することになるが、その傍らで同級生ケンへの恋と親友メアリーとの友情の間で板挟みになってしまう。それぞれが様々な問題に立ち向かっていく中、3人は徳次郎を探し出すため、彼がいる日本へ渡ることを決意する。

## キャスト
- ストロベリー - ストロベリー・カメリア・ヤジマ
- マーガレット - マーガレット・カメリア・ヤジマ
- ナオミ - ナオミ・カメリア・ヤジマ
- ラズベリー - 黒木メイサ
- マイケル - 山本裕典
- メアリー - アヤカ・ウィルソン
- ケン - 佐野和真
- 警官 - ダンテ・カーヴァー
- 女性ボーカル - 柳原可奈子
- 劇場のマネージャー - 伊藤淳史
- 審判 - 水谷豊
- 矢島徳次郎 - 本木雅弘
- 居酒屋の女将 - 宮沢りえ
- サム - 大杉漣
- プリンセス・セイコ - 松田聖子（特別出演）
- ジョディ - 近藤エマ
- サリー - アービー・アリーヤ明日香
- トム - 岡山智樹
- ラズベリーの手下 - ケリーアン、エミリーサトウ、セラーリ
- アン（ラズベリーの親衛隊） - 宮武美桜
- ケイト（ラズベリーの親衛隊） - 珠妃
- ピンクボンバーズ - アリィシア、エリカ小池、エリザベス・ファレリー、ケリー・プレイサー、シャーロック・レイラ、脇田恵子
- ブラックボンバーズ - 小川ティナ、シルヴィア・ダイクストラ、タケナカ ネネ エリザベス、ニー、ムフム・ダイアナ・アサンテワ・はな
- 掃除係 - KABA.ちゃん
- ミスコンMC - 牧原俊幸（フジテレビアナウンサー）
- ミスコンの進行役 - 中島信也
- ミスコンの出場者 - ルアンナ マリンホ
- 居酒屋の客 - 山本康一郎
- 女性ボーカル（3人組） - エボニー・S、シャニータ
- 踊る子供達 - ヴァレリア、エレナ・クライン、越智遥、キャンディス・ボウマン、クロル・アリス愛、ジーナ・T、シィンティア・コシジ、ジェイ・ケイ、塩澤萌、Y.Kotori、セシィ ジェイムス、月岡果穂、トリニーナ・ショウ、野村采可、ボー、マックス、矢口エリザ、リー トワイマン、リポス希武

## スタッフ
- 監督：中島信也
- 製作者：亀山千広、松浦勝人
- 脚本：遠藤察男
- 音楽：武部聡志
- 撮影：町田博
- 美術：鈴木一弘
- VFX：オムニバスジャパン
- コリオグラファー：KABA.ちゃん
- 矢島美容室プロジェクト 総合プロデューサー：石田弘
- エグゼクティブプロデューサー：石原隆、石森洋
- プロデューサー：種田義彦、太田一平、谷口宏幸、藤森直登
- 企画・プロデュース：とんねるず、DJ OZMA
- 製作：矢島美容室プロジェクト（フジテレビジョン、エイベックス・エンタテインメント、アライバル、松竹、東北新社、ソニー・ミュージックエンタテインメント、FNS27社）
- 制作プロダクション：東北新社
- 配給：松竹

## 主題歌
- アイドルみたいに歌わせて / 矢島美容室 feat.プリンセス・セイコ
（作詞：エンドウサツヲ、作曲：DJ OZMA、編曲：武部聡志）

## 劇中歌
- MIRACLE / 矢島美容室
（作詞：エンドウサツヲ、作曲：BOUNCEBACK、編曲：日比野裕史、渡辺徹&荒木陽太郎）
- Place In Your Heart / Aisa
（作詞：Aisa、作曲・編曲：山田正人）
- Amazing Angle / ライオネル・リチ男
（作詞：Aisa、作曲・編曲：山田正人）
- Waiting For Love / ニーヌ・マッケンジー
（作詞：Aisa、作曲・編曲：武部聡志）
- Sweet Seventeen / ニーヌ・マッケンジー
（作詞：Aisa、作曲・編曲：山田正人）
- 映画みたいな恋したい / 矢島美容室
（作詞：エンドウサツヲ、作曲：松田純一、編曲：日比野裕史、渡辺徹&荒木陽太郎）
- Half Moon / BRIGHT
（作詞：エンドウサツヲ、作曲：佐藤学、編曲：日比野裕史&荒木陽太郎）
- SAKURA / 矢島美容室
（作詞：エンドウサツヲ、英訳詞：Leonn、作曲：DJ OZMA、編曲：日比野裕史&荒木陽太郎）
- don't cry strawberry / 矢島美容室
（作詞：エンドウサツヲ、作曲：渡辺徹、編曲：渡辺徹&荒木陽太郎）
- ピンクのボンバー / 矢島美容室
（作詞：エンドウサツヲ、作曲：DJ OZMA、編曲：日比野裕史&荒木陽太郎）
- ニホンノミカタ -ネバダカラキマシタ- / 矢島美容室
（作詞：エンドウサツヲ、作曲：DJ OZMA、編曲：日比野裕史&荒木陽太郎）

## Blu-ray / DVD
- 矢島美容室 THE MOVIE 〜夢をつかまネバダ〜 メモリアル・エディション

2010年10月29日発売。発売元はフジテレビジョン / エイベックス・エンタテインメント、販売元はポニーキャニオン。

## 矢島Bee容室TV
2010年4月15日からNTTドコモ向けケータイ動画配信サービス「BeeTV」より配信されたスペシャル番組。1話5分で全8話。沖縄国際映画祭舞台裏に潜入や過激トークなどが語られた。

## 関連
- 矢島美容室
- 矢島美容室 THE MOVIE MUSIC ALBUM(サントラ)